# پامپئو پوسار
پامپئو پوسار (ایتالیایی: Pompeo Posar ‏ ۲۱ فوریه ۱۹۲۱ – ۵ مارس ۲۰۰۴) یکی از کارکنان عکاس مجلهٔ پلی‌بوی بود که عکس‌های بسیاری برای صفحات مابین مجله، و همچنین تصاویری از زنان برجسته به عنوان همبازی ماه گرفت. قابل توجه است که او در دسامبر ۱۹۶۸ مسئول صفحه مابین مجله، از سینتیا مایرز و در نوامبر سال ۱۹۷۵ مسئول صفحه مابین مجله، از جانت لوپو بود.

## کتاب و مجله
- پلی‌بوی: نمونه کارها: پامپئو پوسار (دسامبر ۱۹۷۶)
- مجله پلی‌بوی: Playmates برای همیشه! قسمت دوم (آوریل ۱۹۸۴)
- Playboy Special Edition: پلی‌بویِ پامپئو پوسار یک نمونه از زنان زیبا (۱۹۸۵)